# Der Flugzeitrekord der Hunter-Brüder 1930

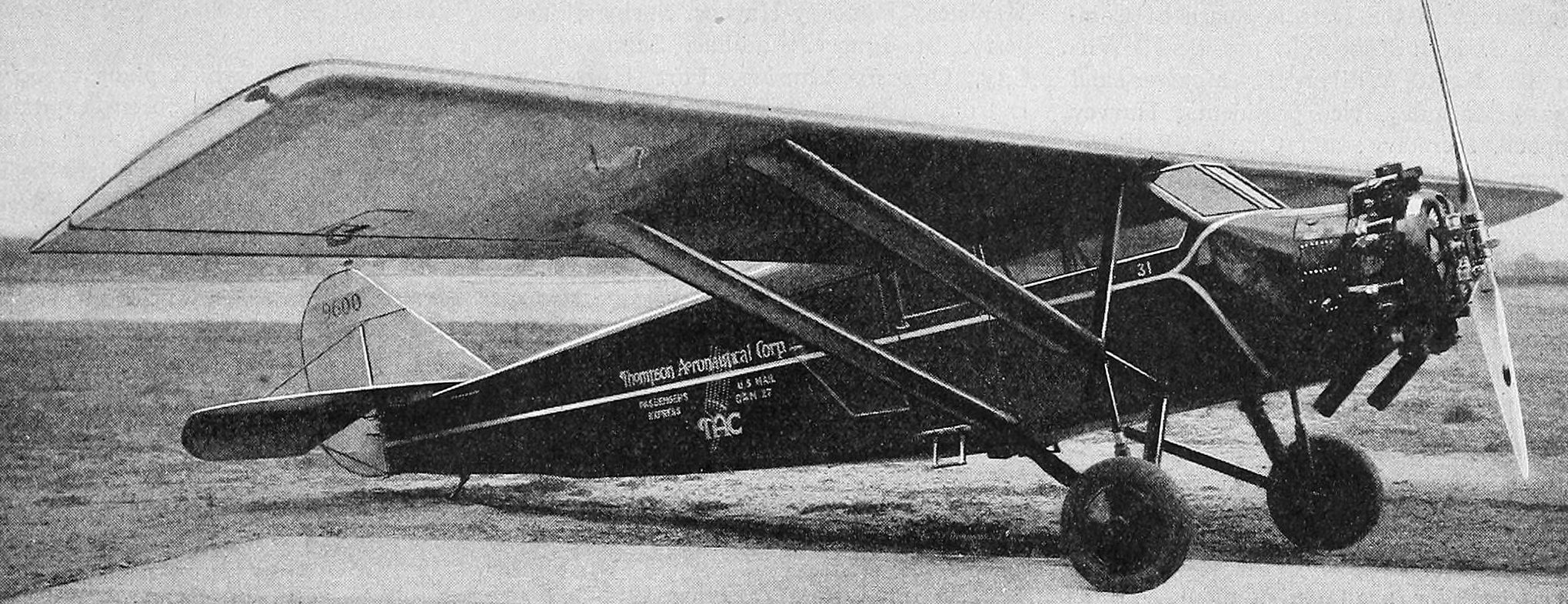
Stinson SM-1, wie sie die Brüder flogen

Den Flugzeitrekord 1930 stellten vier Brüder der Hunter-Familie aus Sparta in Illinois, USA, auf. Sie starteten am 11. Juni und landeten 23 Tage später, am 4. Juli 1930. Die Piloten der Stinson SM-1 Detroiter waren John und Kenneth Hunter in ihrem 300 PS starken einmotorigen Flugzeug „City of Chicago“. 

## Ablauf
Der Flug fand über dem Bundesstaat Illinois statt. Das immer wieder startende und landende Versorgungsflugzeug, ebenfalls eine Stinson SM-1, steuerten Albert und Walter Hunter. Sie überreichten Speisen und Getränke in das Rekordflugzeug und betankten dieses mittels einer Schlauchverbindung mit Flugbenzin. Die Brüder waren 553 Stunden, 41 Minuten und 30 Sekunden in der Luft gewesen – und damit 133 Stunden länger als die vorherigen Rekordhalter Dale Jackson und Forest O’Brian. John Hunter sprach unmittelbar nach der Landung in das Funkgerät: „Hello, world, sorry we couldn’t have stayed longer.“ Erschöpfung und Probleme mit einem Öl-Ventil waren der Grund für den Abbruch. Nach der Landung am Sky Harbor Airport nördlich von Chicago wurden die Brüder von 75.000 Fans empfangen. Die Untersuchung durch einen Arzt lehnten sie ab.
Das Preisgeld war mit 10.000 Dollar dotiert. Zudem hatten die Brüder Verträge mit einem Rundfunksender und mit einer Nachrichtenagentur abgeschlossen. Treibstoff und Essen wurden von Firmen gesponsert. Unmittelbar nach der Landung trugen Rundfunkreporter ihre Mikrofone in den Hangar, um live zu berichten. Flug und Landung waren ein mediales Großereignis, über welches auch überregionale Zeitungen wie die New York Times berichtete. Selbst europäische Blätter griffen das Thema auf. So titelte das Neue Wiener Journal am 2. Juli 1930: „Schon 475 Stunden in der Luft“ und sprach von dem Rekord der „Brennstoffübernahme in der Luft“.

## Hunter-Brüder
Die Hunters hatten von Jugend an Erfahrung mit Flugzeugen. Kaum 20 Jahre alt besaßen sie schon 1924 zwei Maschinen, die sie für Post- und Pakettransporte, aber auch für Aerobatik nutzten. Dazu gehörte auch das Gehen auf den Flügeln und das Wechseln in ein daneben fliegendes Flugzeug. 1929 starteten die vier einen Testflug, der nach 11 Tagen abgebrochen wurde, weil das Versorgungsflugzeug wegen Nebels nicht starten konnte.
John Hunter starb zwei Jahre später im Alter von 26 Jahren beim Lösen der Leine eines Amphibienflugzeugs, als ihn dessen Propeller am Kopf traf. Kenneth Hunter kam unter ähnlichen Umständen 1974 ums Leben. Albert Hunter blieb Hobbypilot und starb 1942. Walter Hunter arbeitete jahrzehntelang als Pilot für American Airlines und starb 1983.
Einen Monat nach dem Weltrekord der Hunters wurde er von den vorherigen Rekordhaltern Jackson und O’Brian gebrochen, die von St. Louis aus starteten.

## Flugzeuge
Das für den Rekordflug eingesetzte Flugzeug war eine Stinson SM-1 Detroiter mit der Werknummer M-233. Sie wurde im April 1928 gebaut. Käufer war die Central Airways Corporation in Chicago. Der Preis lag bei 12.500 US-Dollar. Das Flugzeug erhielt das Luftfahrzeugkennzeichen NC5189 und sollte für einen Flugtaxidienst zwischen Chicago und Detroit eingesetzt werden. Am 13. Juli 1929 wurde das Flugzeug an Russell C. Mossman verkauft. Mossman plante einen Langstreckenflug und erhielt dafür das neue Kennzeichen NR5189 (R für Restricted). Er verkaufte die entsprechend umgebaute Maschine am 12. September 1929 an die We-Will Corporation in Chicago, wo sie den Taufnamen City of We-Will erhielt. Dort ersetzte den 200 PS leistenden Werksmotor des Typs Wright Whirlwind J-5-Ab ein Wright J-6-Triebwerk mit 300 PS. Im Rumpf kam ein zusätzlicher Tank mit 500 Liter (132 US-Gallonen) unter, sodass sich zusammen mit den serienmäßigen Flügeltanks von je 170 Litern (45 US-Gal.) ein Tankvolumen von 840 Litern (222 US-Gal.) ergab. Am 4. Juni 1930 verkaufte die Gesellschaft die Maschine an John Hunter weiter. 
Das Versorgungsflugzeug war ebenfalls eine Stinson SM-1. Sie hatte die Werknummer M-236, trug das Kennzeichen NR5326 und den Taufnamen Big Ben. In dem sechssitzigen Flugzeug wurden einige Sitze sowie die linke Tür entfernt. So entstand Platz für einen 378 Liter (100 US-Gallonen) fassenden Zusatztank und einen Lautsprecher im Gepäckraum.